# Katenoteísmo
El término katenoteísmo, acuñado por el filólogo Max Müller, hace referencia a la adoración de un dios por vez. Está estrechamente relacionado con el henoteísmo, es decir, la adoración de un único dios sin negar la existencia de otros. Müller creó el concepto en referencia a los Vedas, en los que cada deidad es tratada como si fuera el dios supremo en cada himno.

## Etimología y aplicación
El katenoteísmo es una forma más específica del politeísmo y se refiere a la adoración sucesiva de dioses supremos y al hecho de que cada uno de ellos se encargue de una función determinada en el cosmos. Proviene del griego καθ᾽ ἕνα, «uno a la vez» y θεός, «dios», sumado a la partícula -ismo. En los Vedas, el término describe la cierta igualdad que existe entre los dioses del panteón hindú y el posible monismo que se cancela en cada invocación. En palabras de Wendy Doniger, esto permite que exista un pluralismo ecléctico en dicho culto, porque cada devoto puede utilizar y conocer más de un himno. En estas composiciones, es frecuente que la misma alabanza se reutilice para dirigirse a más de un dios. Debido a esto, cada uno se convierte en «el mejor» de forma simultánea a los demás.
Por otro lado, se lo asocia con el danastutis, un dios benefactor que actúa sobre las condiciones materiales de su adorador y recibe un agradecimiento exagerado por anticipado; este tratamiento podría ser visto como una forma materialista de conseguir bienes mundanos mediante una divinidad. De todas maneras, esta figura casi no está presente en el Rig Veda, dado que más bien consiste en una lógica del tipo do-ut-des, en la que el hombre debe ofrecerle algo a la deidad para obtener algo a cambio, sea en sentido material o no. La noción de katenoteísmo también se liga con un concepto clave del bhakti: la noción de ishta devata. Esto se debe a que el adorador por un momento se aparta de las otras divinidades, sin negarlas, y se focaliza con exclusividad en una mientras dura su plegaria. Algo similar se observa en las Upanishads.
El término «henoteísmo», muy emparentado con el katenoteísmo, fue acuñado por Max Müller en 1870. El concepto del «katenoteísmo», en principio, solo fue aplicado y creado ad hoc para la cultura de la India. Sin embargo, su uso se extendió a las religiones mesopotámicas y a la Antigua Grecia. El katenoteísmo es una etapa de transición desde el henoteísmo al politeísmo. En el henoteísmo se adora un solo dios como supremo, sin ocultar la existencia de los demás. En el katenoteísmo, por su parte, se elimina la noción de dios supremo, porque todas las deidades son el único dios por turno; esto prepara el ingreso al politeísmo, en el que todos los dioses poseen la misma jerarquía. Por eso, se podría definir el katenoteísmo como la «igualación de los dioses». Este movimiento corresponde a civilizaciones antiguas como la sociedad romana de la época de Augusto, que atravesó una etapa katenoteísta como transición al politeísmo. El katenoteísmo, en palabras de Betty Heimann, «no es una forma deteriorada ni deformada de monoteísmo, pero de alguna manera, una oposición implícita al monoteísmo».